# Кан-2
Кан-2 (фр. Caen-2) — кантон во Франции, находится в регионе Нормандия, департамент Кальвадос. Входит в состав округа Кан. 

## История
До 2015 года в состав кантона входили северные кварталы города Кан и коммуны Карпике, Оти, Сен-Жермен-ла-Бланш-Эрб и Сен-Контест. В результате реформы 2015 года  состав кантона был изменен — в него была добавлена коммуна Виллон-ле-Бюиссон.

## Состав кантона с 22 марта 2015 года
В состав кантона входят коммуны (население по данным Национального института статистики за 2018 г.):
- Виллон-ле-Бюиссон (752 чел.)
- Кан (20 125 чел., северные кварталы)
- Карпике (2 747 чел.)
- Оти (1 607 чел.)
- Сен-Контест (2 515 чел.)
- Сен-Жермен-ла-Бланш-Эрб (2 302 чел.)

## Политика
На президентских выборах 2022 г. жители кантона отдали в 1-м туре Эмманюэлю Макрону 33,3 % голосов против 25,7 % у Жана-Люка Меланшона и 14,0 % у Марин Ле Пен; во 2-м туре в кантоне победил Макрон, получивший 73,8 % голосов. (2017 год. 1 тур: Эмманюэль Макрон – 30,1 %, Жан-Люк Меланшон – 22,0 %, Франсуа Фийон – 19,9 %, Марин Ле Пен – 11,8 %; 2 тур: Макрон – 80,4 %. 2012 год. 1 тур: Франсуа Олланд — 33,8 %, Николя Саркози — 25,6 %, Марин Ле Пен — 10,4 %; 2 тур: Олланд — 58,8 %).
С 2021 года кантон в Совете департамента Кальвадос представляют член муниципального совета города Кан Патрик Жанненес (Patrick Jeannenez) (Республиканцы) и врач, директор Регионального центра скрининга раковых заболеваний Мари-Кристин Кертье (Marie-Christine Quertier) (Разные правые).
|                | Кандидаты                           | Партия                 | Первый тур | Первый тур     | Второй тур | Второй тур |
| Кол-во голосов | Кандидаты                           | Партия                 | % голосов  | Кол-во голосов | % голосов  |            |
| -------------- | ----------------------------------- | ---------------------- | ---------- | -------------- | ---------- | ---------- |
|                | Патрик Жанненес Мари-Кристин Кертье | Правоцентристский блок | 3 051      | 52,01          | 3 270      | 52,87      |
|                | Мари-Жанна Гобер Жефф Субьян        | Левый блок             | 2 815      | 47,99          | 2 915      | 47,13      |

|                | Кандидаты                          | Партия                  | Первый тур | Первый тур     | Второй тур | Второй тур |
| Кол-во голосов | Кандидаты                          | Партия                  | % голосов  | Кол-во голосов | % голосов  |            |
| -------------- | ---------------------------------- | ----------------------- | ---------- | -------------- | ---------- | ---------- |
|                | Патрик Жанненес Стефани Йон-Куртен | Правый блок             | 3 321      | 37,00          | 4 539      | 53,04      |
|                | Паскаль Леруа Люси Сале            | Социалистическая партия | 2 686      | 29,92          | 4 019      | 46,96      |
|                | Ксавье Ботель Патрисия Буржуа      | Национальный фронт      | 1 624      | 18,09          |            |            |
|                | Франсескю Гароби Клара Осадчи      | Европа Экология Зелёные | 759        | 8,46           |            |            |
|                | Жан-Клод Перье Матильда Фовель     | Левый фронт             | 586        | 6,53           |            |            |